# Schleswig-Holsteinisches Finanzgericht

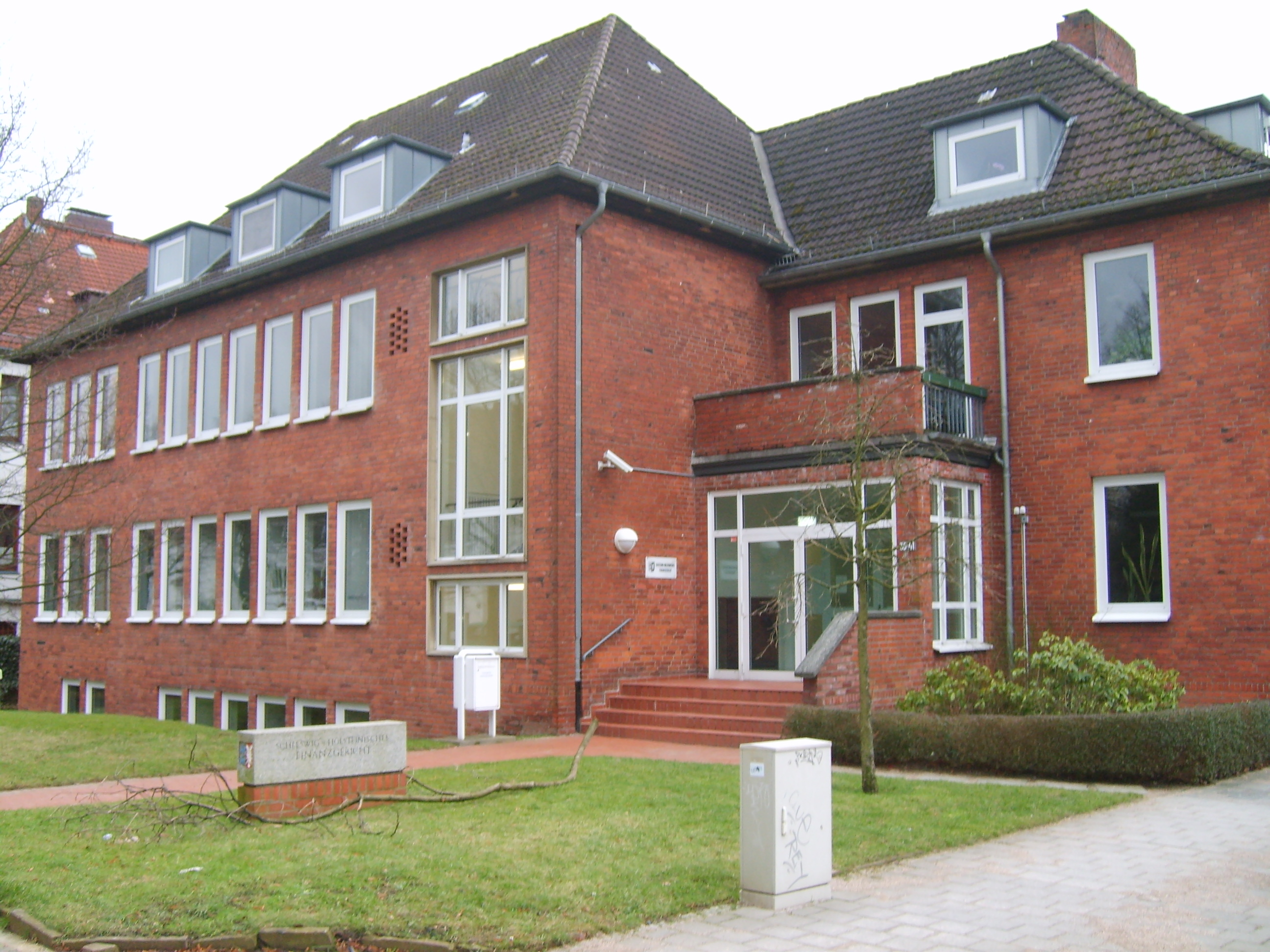
Schleswig-Holsteinisches Finanzgericht

Das Schleswig-Holsteinische Finanzgericht ist das Finanzgericht (FG) des Bundeslandes Schleswig-Holstein. Es beschäftigt 15 Berufsrichter und 76 ehrenamtliche Richter in fünf Senaten.

## Gerichtssitz und -bezirk
Das Schleswig-Holsteinische Finanzgericht hat seinen Sitz in Kiel. Der Gerichtsbezirk umfasst das Gebiet des ganzen Bundeslandes.
Für die in seinem Bezirk anfallenden Streitigkeiten über Zölle ist das Gericht allerdings nicht zuständig. Für diese ist beim Finanzgericht Hamburg ein "Gemeinsamer Senat für Zoll- und Verbrauchssteuersachen" eingerichtet, der auch die Verfahren aus den Ländern Hamburg und Niedersachsen bearbeitet.

## Gebäude
Das Gerichtsgebäude befindet sich in der Beselerallee 39–41.

## Instanzenzug
Da die Finanzgerichtsbarkeit zweistufig aufgebaut ist, ist das Schleswig-Holsteinische Finanzgericht zwar gemäß § 2 FGO ein oberes Landesgericht, gleichwohl jedoch als Eingangsgericht in erster Instanz tätig. Ihm übergeordnet ist der Bundesfinanzhof in München.

## Geschichte
Durch § 1 der Militärregierungsverordnung Nr. 175 des Zentral-Justizamts für die Britische Zone wurde zum 1. Februar 1949 in Kiel ein Finanzgericht errichtet, das für das Gebiet des Landes Schleswig-Holstein zuständig war. Durch Landesgesetz vom 20. Dezember 1965 wurde festgelegt, dass dieses Finanzgericht bestehen bleibt.

## Leitung
- 1954–1959: Schuster, * 11. September 1891
- 1960–1961: Alfred Nikoleit, * 17. März 1904
- 21. September 1970–1974: Friedhelm Schwartz, * 3. September 1909
- Ab 7. Oktober 1974: Heinrich Brömel, * 26. April 1927
- Ab 1. Mai 1992: Klaus Salveter, * 14. Juli 1932
- Seit 2013: Birger Brandt[4]